# Нигерия на летних Олимпийских играх 1956
Нигерия принимала участие в Летних Олимпийских играх 1956 года в Мельбурне (Австралия) во второй раз за свою историю, но не завоевала ни одной медали.